# Japón en el Clásico Mundial de Béisbol 2006

## Clásico Mundial de Béisbol 2006
Lanzadores
- Kyuji Fujikawa (藤川球児) - Tigres de Hanshin
- Soichi Fujita (藤田宗一) - Marinos de Chiba Lotte
- Hirotoshi Ishii (石井弘寿) - Yakult Swallows de Tokio; salió el 9 de marzo por una lesión en su hombro izquierdo.
- Hiroyuki Kobayashi (小林宏之) - Marinos de Chiba Lotte
- Tomoyuki Kubota (久保田智之) - Tigres de Hanshin
- Takahiro Mahara (馬原孝浩) - Halcones de Fukuoka SoftBank; tomó el lugar de Ishii.
- Daisuke Matsuzaka (松坂大輔) - Leones de Seibú
- Akinori Otsuka (大塚晶則) - Texas Rangers
- Naoyuki Shimizu (清水直行) - Marinos de Chiba Lotte
- Toshiya Sugiuchi (杉内俊哉) - Halcones de Fukuoka SoftBank
- Koji Uehara (上原浩治) - Yomiuri Giants
- Tsuyoshi Wada (和田毅) - Halcones de Fukuoka SoftBank
- Shunsuke Watanabe (渡辺俊介) - Marinos de Chiba Lotte
- Yasuhiko Yabuta (薮田安彦) - Marinos de Chiba Lotte

Receptores
- Ryoji Aikawa (相川亮二) - BayStars de Yokohama
- Tomoya Satozaki (里崎智也) - Marinos de Chiba Lotte
- Motonobu Tanishige (谷繁元信) - Dragones de Chunichi

Jugadores de cuadro
- Takahiro Arai (新井貴浩) - Hiroshima Toyo Carp
- Toshiaki Imae (今江敏晃) - Marinos de Chiba Lotte
- Akinori Iwamura (岩村明憲) - Yakult Swallows de Tokio
- Munenori Kawasaki (川崎宗則) - Halcones de Fukuoka SoftBank
- Nobuhiko Matsunaka (松中信彦) - Halcones de Fukuoka SoftBank
- Shinya Miyamoto (宮本慎也) - Yakult Swallows de Tokio
- Tsuyoshi Nishioka (西岡剛) - Marinos de Chiba Lotte
- Michihiro Ogasawara (小笠原道大) - Hokkaido Nippon Ham Fighters

Outfielders
- Norichika Aoki (青木宣親) - Yakult Swallows de Tokio
- Kosuke Fukudome (福留孝介) - Dragones de Chunichi
- Tatsuhiko Kinjoh (金城龍彦) - BayStars de Yokohama
- Ichiro Suzuki (イチロー) - Seattle Mariners
- Hitoshi Tamura (多村仁) - BayStars de Yokohama
- Kazuhiro Wada (和田一浩) - Leones de Seibú

Manejador
- Sadaharu Oh (王貞治)

## Historia en el Clásico Mundial de Béisbol
- 2006 - Campeones
- 2009 - Campeones